# Мир у Тешену
Мир у Тешену потписан је 13. маја 1779. године између Аустрије и Пруске. Њиме је окончан Рат за баварско наслеђе.

## Мир
Крајем седамдесетих година 18. века избија криза око Баварске позната као Рат за баварско наслеђе. Почетком 1777. године умро је изборник Максимилијан Јозеф, а његов наследник није имао деце. Он је због тога признао право Хабзбурга на трећину баварских територија уз новчану надокнаду. Отпор се јавља међу бројним немачким државама, међу којима је предњачила Саксонија. Русија и Француска не подржавају претензије Беча. Фридрих не жели рат, па предлаже деобу Баварске између изборника Палатината и Саксоније. Кауниц и Јосип одбијају предлог што је изазвало рат (лето 1778. година). Саксонија стаје на страну Пруске. Већих операција није било. Војска више трпи од зараза.
Споразум предвиђа да ће Аустрија добити компензацију баварским земљама источно од реке Ин који се простирао од дијецезе Пасау до архиепископије Салцбург. За узврат, Аустрија је морала да призна Ансбах у Бајројт којима су владали припадници породице Хоенцолерн. Пруска је припојила обе државице 1791. године. Изборник Саксоније тада је добио шест милиона флорина од Баварске.